# Jean-Michel Blottière
Pour les articles homonymes, voir Blottière.
Jean-Michel Blottière est un journaliste spécialisé dans les jeux vidéo né en 1959,. Il a été rédacteur en chef du magazine Tilt, ainsi que le premier rédacteur en chef du magazine Consoles +.
En 1984, il est conseiller technique sur le plateau de Pixifoly sur TF1, une émission de divertissement mêlant images de synthèse et univers du jeu vidéo.
De 1991 à 1995, il est notamment connu pour avoir présenté Micro Kid's, une émission consacrée aux jeux vidéo, diffusée sur FR3 et France 3. En 1997, il rejoint l'Institut national de l'audiovisuel (INA) comme coordinateur général d'Imagina.
En 2000, il quitte l'INA et devient directeur des programmes de Canalweb, le premier opérateur européen de télévision sur Internet. En 2003, il fonde l'agence de conseil dans le secteur du numérique et des médias, NX Publishing qu'il dirige jusque fin 2021. Cette agence intervenait dans le cadre de séminaires, conférences et de salons,,. En 2014, il est co-président Europe pour l'association Games for Change.

## Source
- « Jean-Michel Blottière », NX Publishing (consulté le 3 juin 2007)
- « Jean-Michel Blottière », Institut national de l'audiovisuel (consulté le 3 juin 2007)